# Harbacher Quellsumpf
Der Harbacher Quellsumpf ist ein Naturschutzgebiet auf dem Gebiet der Stadt Murrhardt im Rems-Murr-Kreis. Das Schutzgebiet wurde vom Regierungspräsidium Stuttgart durch Verordnung vom 30. November 1973 ausgewiesen.

## Lage und Beschreibung
Der Harbacher Quellsumpf liegt im unteren Tal des Harbachs unterm Waldhang des Bamersbergs am linken Hangfuß und weniger als einen halben Kilometer nördlich des Murrhardter Weilers Harbach. Er gehört zum größeren südlichen Teil Hinterer Mainhardter Wald des Unterraums Mainhardter Wald im Naturraum der Schwäbisch-Fränkischen Waldberge.
Es handelt sich um ein Hangquellmoor mit Sinterbildung im anstehenden Gipskeuper. Das Naturschutzgebiet liegt eingebettet im Landschaftsschutzgebiet Harbachtal, ist eine der verstreuten Teilflächen des FFH-Gebietes Welzheimer Wald und liegt auch im Naturpark Schwäbisch-Fränkischer Wald.

## Flora und Fauna
Im Harbacher Quellsumpf kommen mehrere bedrohte Pflanzenarten, wie der Sumpf-Dreizack, Davalls Segge, die Kriech-Weide und das Gewöhnliche Fettkraut vor.